# Ludwig Chronegk

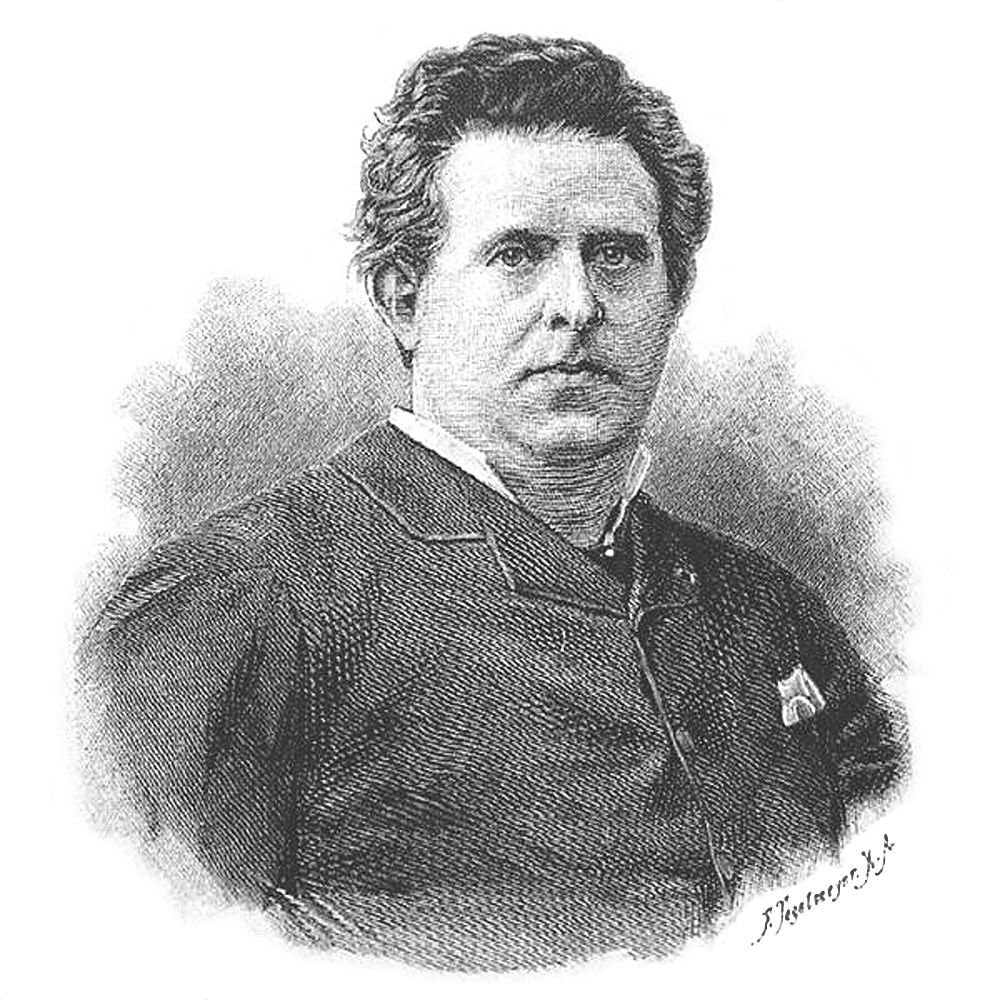
Radierung um 1870

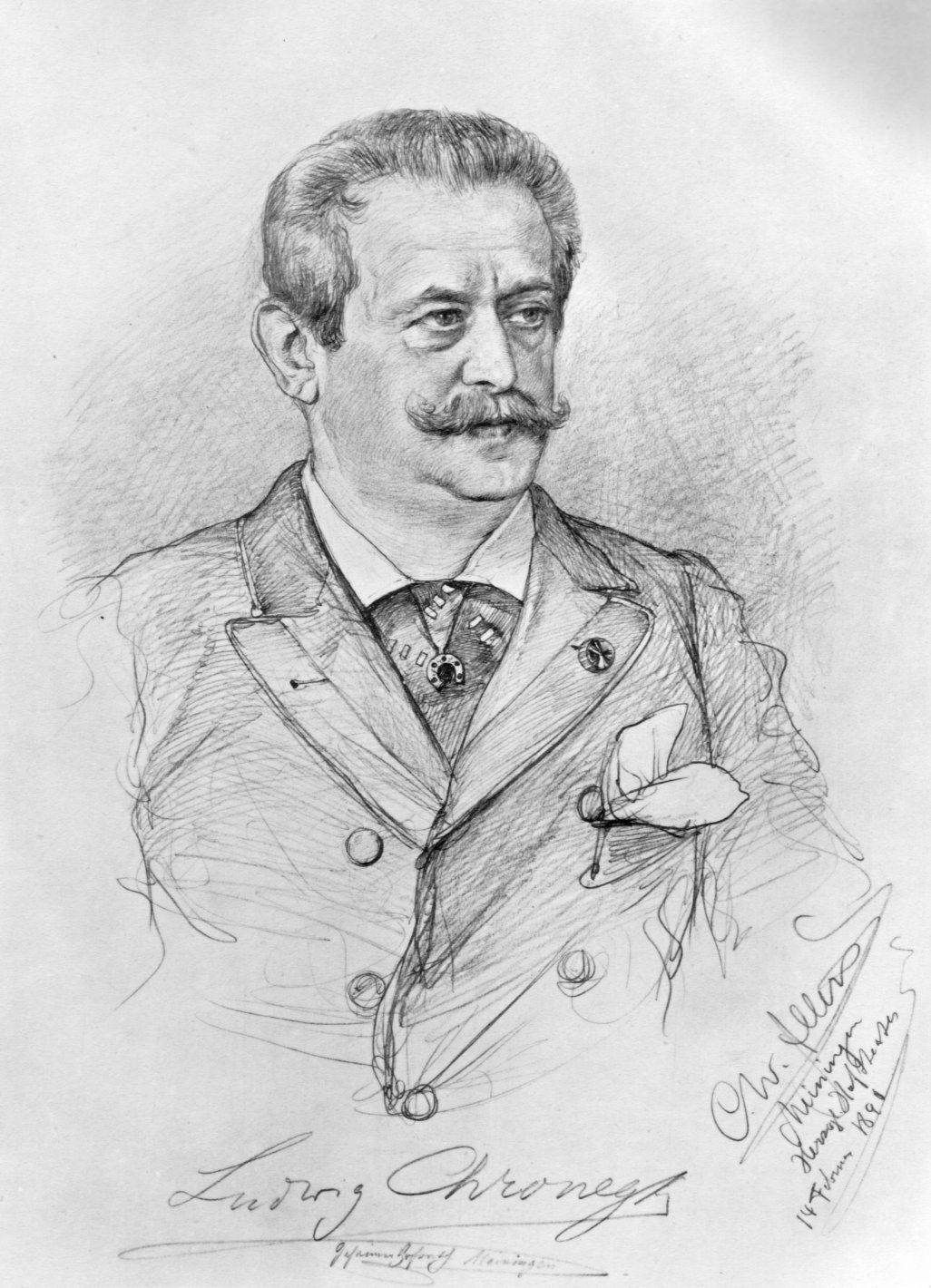
Ludwig Chronegk, 1890, von C.W.Allers

Ludwig Chronegk (* 3. November 1837 in Brandenburg an der Havel, Brandenburg; † 9. Juli 1891 in Meiningen, Thüringen) war Schauspieler, Regisseur und Intendant am Meininger Hoftheater sowie Reformator des Regietheaters und Geheimer Hofrat.

## Leben
Chronegk entstammte einer jüdischen Kaufmannsfamilie, erhielt seine Ausbildung an Gymnasien in Berlin und Potsdam und studierte dann in Paris während eines einjährigen Aufenthalts die französischen Theaterverhältnisse. Nach Deutschland zurückgekehrt, ließ er sich von Karl August Görner für die Bühnenlaufbahn vorbereiten. Seine erste Rolle spielte er 1856 am Krollschen Theater in Berlin.
Bis Chronegk 1866 Mitglied des Meininger Hoftheaters wurde, gehörte er den Bühnen in Liegnitz und Görlitz, verschiedenen Berliner Theatern, dem Hamburger Thalia, den Theatern in Pest, Breslau, Königsberg (Preußen) und dem Leipziger Stadttheater an. 
Ab 1874 war Chronegk offiziell als Regisseur tätig. Seine Schauspieltätigkeit – ihm lagen vor allem die komischen Rollen – gab er 1877 ganz auf, um sich ausschließlich dem Regiegeschäft zu widmen. Im selben Jahr wurde er Oberregisseur und Direktor und ab 1884 Intendant des Meininger Hoftheaters.
Chronegk schuf zusammen mit dem künstlerisch ambitionierten Herzog Georg II. und dessen Ehefrau Helene Freifrau von Heldburg die Meininger Prinzipien und führte damit eine tiefgreifende Reform des Regietheaters durch. Unter seiner Leitung machte ab 1874 das Bühnenensemble als die Meininger auf zahlreichen Gastspielreisen diese Reform in ganz Europa bekannt und begründete den guten Ruf des Meininger Hoftheaters.
1886 erkrankte Chronegk schwer und konnte nur noch bedingt die Gastspielreisen leiten, die schließlich 1890 eingestellt wurden. 

## Ehrungen
Nach Ludwig Chronegk wurde 1990 eine Straße im Meininger Stadtzentrum benannt. Zudem trägt eine Grundschule in Meiningen seinen Namen.